# Koprno

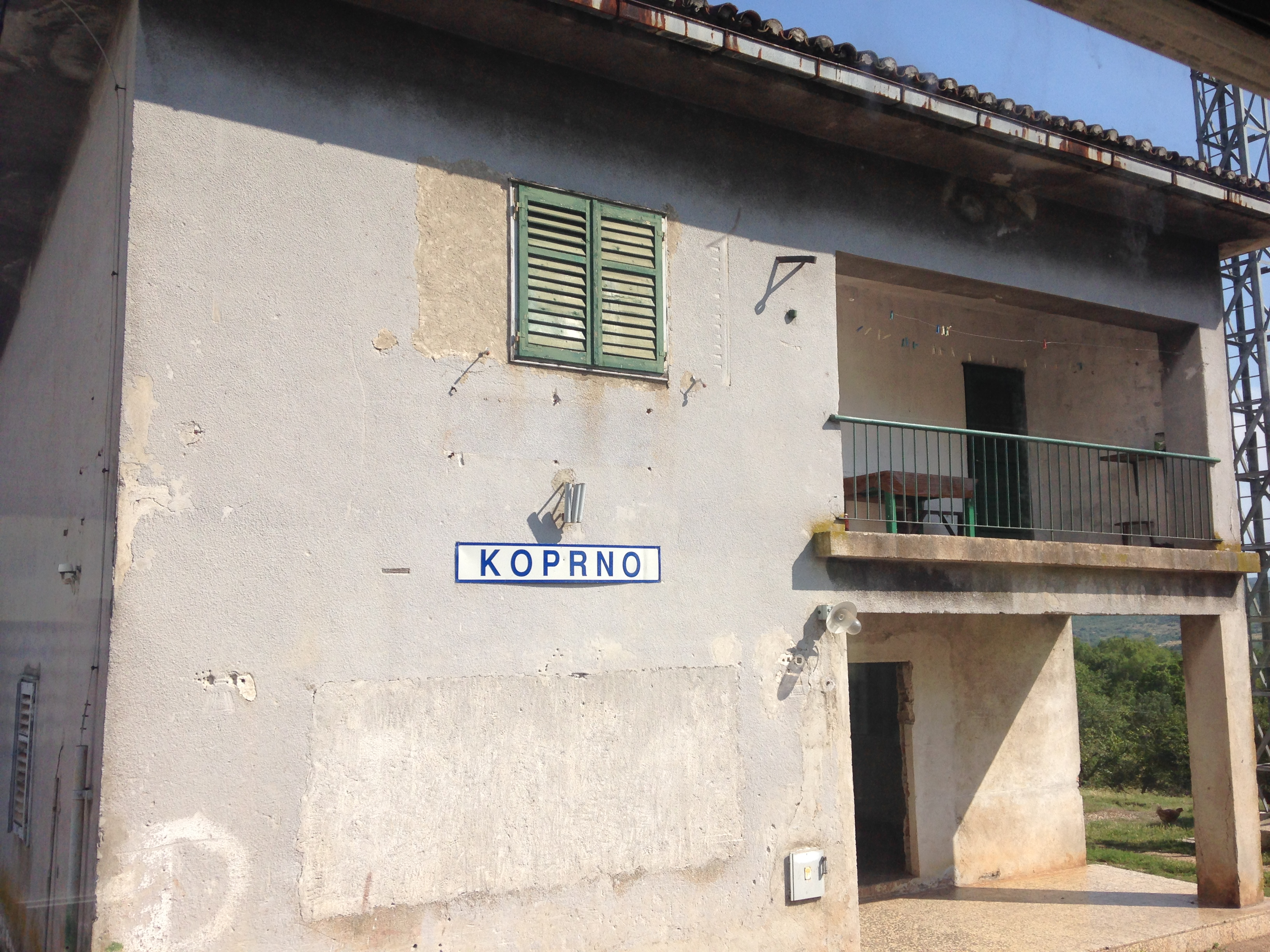
Koprno vasútállomása

Koprno falu Horvátországban Šibenik-Knin megyében. Közigazgatásilag Unešićhez tartozik.

## Fekvése
Šibeniktől légvonalban 21, közúton 32 km-re keletre, községközpontjától légvonalban 4, közúton 11 km-re délnyugatra Dalmácia középső részén a Zagorán fekszik.

## Története
A régészeti leletek tanúsága szerint területe ősidők óta lakott. A község legjelentősebb ókori lelőhelye Koprno határában található, ahol egy a 2. és 5. század közötti illír-római erődített település maradványai között Epona kelta istenséget ábrázoló dombormű került elő. A település első írásos említése 1274-ből származik, amikor X. Gergely pápa Lyonban kelt levelében megerősíti Kolobat trogiri püspököt a Koprno településre vonatkozó ítélkezési jogában. 1298-ban a šibeniki püspökség alapításakor a sitnoi plébániához tartozó Koprnonak 153 lakosa volt. Károly Róbert magyar király 1322-ben egy Miklós nevű magyar nemesnek adományoz birtokot Karno mezején, a mai Koprno területén. 1357-ben Csúz János horvát bán Šibenik városának adományoz birtokokat Koprno, Nevest és Partenić határában. 1358-ban I. Lajos magyar király Šibenik városának területéhez csatolta. 1423-ban megemlítik a Szűz Mária templomot, amely akkoriban épülhetett. Koprno még 1460 előtt önálló plébánia lett, mely egészen az 1560 körüli időkig működött. Az 1528-as összeírás szerint a településnek öt háza volt. 1569-ben egy forrás megerősíti, hogy a település török uralom alatt áll. Ebből a korból földművesek és katonák fennmaradt síremlékei is származnak. 1677-ben Koprno a szomszédos településekkel együtt a petrovo poljei káplánhoz tartozott. 1688-tól mirlovići plébániához, majd 1856-tól az unešići plébániához tartozott. 1709-ben Koprnonak öt háza volt 69 lakossal. 1712-ben Calegari šibeniki püspök meglátogatta a Zagora plébániáit, majd neki köszönhetően megújították a koprnoi Szent Lőrinc templomot. A település 1797-ben a Velencei Köztársaság megszűnésével a Habsburg Birodalom része lett. 1806-ban Napóleon csapatai foglalták el és 1813-ig francia uralom alatt állt. Napóleon bukása után ismét Habsburg uralom következett, mely az első világháború végéig tartott. 1856-ban az akkor alapított unešići plébániához csatolták. 1874-ben megkezdődött és 1877-ben befejeződött a vasútvonal építése. 1925-re egészen Splitig megépült a pályatest. 1881 és 1884 között megépült a településen áthaladó Drniš – Trogir főút. 1884-ben megengedték a helyi dohánytermelést, mely a település egyik fő bevételi forrása lett.  A falunak 1857-ben 239, 1910-ben 317 lakosa volt. Az első világháború után rövid ideig az Olasz Királyság, ezután a Szerb-Horvát-Szlovén Királyság, majd Jugoszlávia része lett. 1957-ben került elő az Epona kelta istent ábrázoló ókori dombormű, mely a falut országszerte híressé tette. Az értékes műtárgyat ma a šibeniki múzeumban őrzik. A délszláv háború során a település mindvégig horvát kézen volt. 2011-ben 97 lakosa volt, akik főként földműveléssel foglalkoztak.

## Lakosság
| Lakosság változása | Lakosság változása | Lakosság változása | Lakosság változása | Lakosság változása | Lakosság változása | Lakosság változása | Lakosság változása | Lakosság változása | Lakosság változása | Lakosság változása | Lakosság változása | Lakosság változása | Lakosság változása | Lakosság változása | Lakosság változása |
| ------------------ | ------------------ | ------------------ | ------------------ | ------------------ | ------------------ | ------------------ | ------------------ | ------------------ | ------------------ | ------------------ | ------------------ | ------------------ | ------------------ | ------------------ | ------------------ |
| 1857               | 1869               | 1880               | 1890               | 1900               | 1910               | 1921               | 1931               | 1948               | 1953               | 1961               | 1971               | 1981               | 1991               | 2001               | 2011               |
| 239                | 0                  | 302                | 290                | 325                | 317                | 559                | 347                | 387                | 401                | 414                | 390                | 291                | 193                | 130                | 97                 |

## Nevezetességei
- Szent Lőrinc tiszteletére szentelt temploma a 13. században épült. Később említenek egy Szűz Mária tiszteletére épült templomot is, melyet 1423 körül építettek. A régi kis Szent Lőrinc templomot a 18. században megújították, majd 1861-ben bővítették és újjáépítették. 1965 és 1966 között új harangtornyot építettek hozzá. A templomnak három oltára van. A főoltár kőből és márványból épült, a Szűzanya képe, valamint Szent Paszkál és Szent Lőrinc szobrai díszítik. Velencei munkák a 18. századból. A templomot 1997 és 1998 között teljesen felújították. A körülötte fekvő temetőt 1990-ben bővítették és betonfallal kerítették el.[5]
- A cseppkövekben gazdag Smokvica-barlang.
- A 200 méter mély Golubinka-barlang az emberhal élőhelye.